# Prix d’Amérique

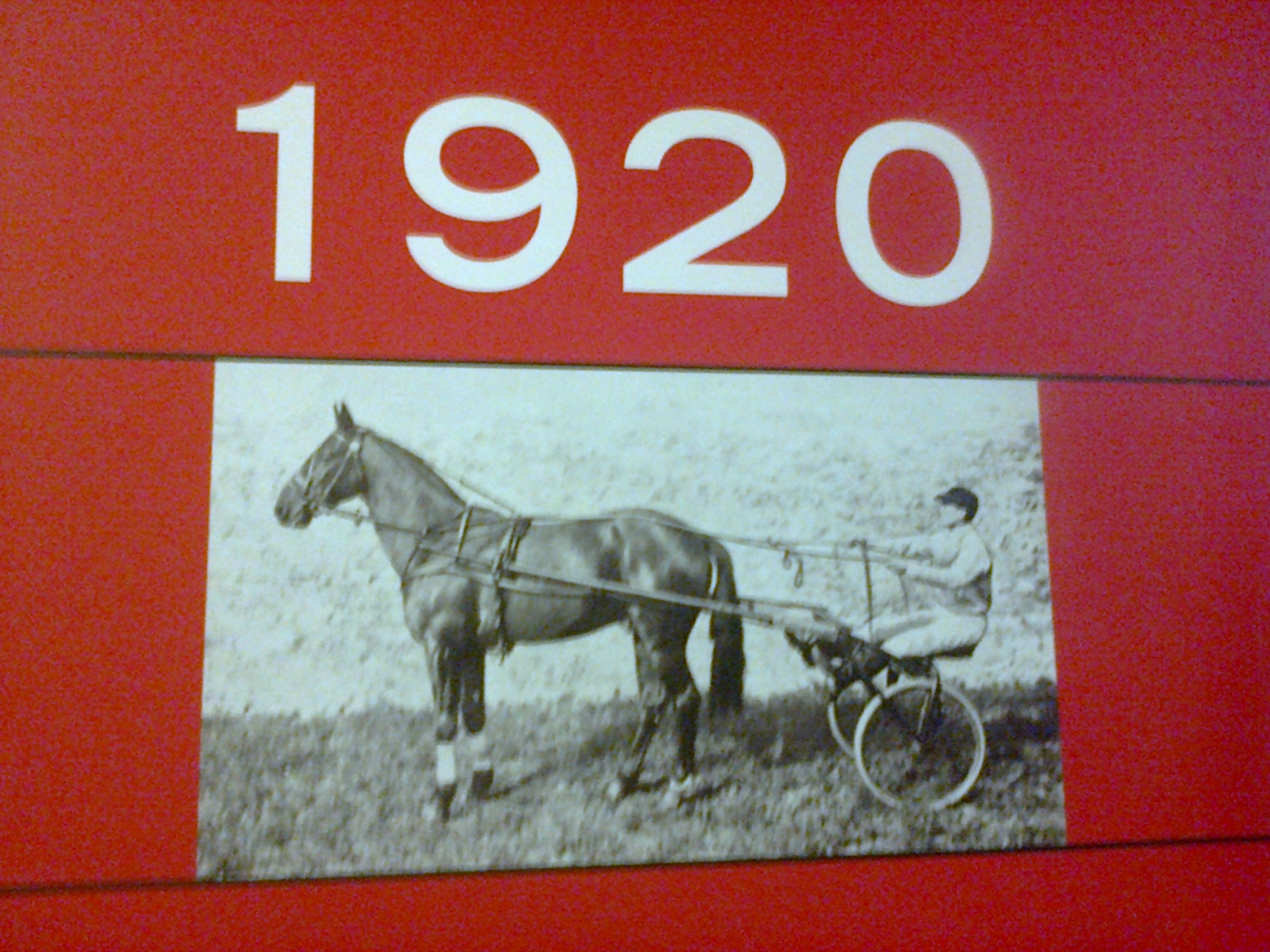
Prix d’Amérique, 1920

Der Prix d’Amérique ist eines der berühmtesten Trabrennen der Welt. Es wird seit 1920 jeweils am letzten Januar-Sonntag im Hippodrome de Vincennes (Frankreich) ausgetragen. Es gilt als Weltmeisterschaft des Trabrennsports.
Das Rennen gehört zur internationalen Gruppe I der Rennen für Pferde von vier bis zehn Jahren, die mindestens 160.000 Euro Preisgeld eingefahren haben müssen, davon 31.000 Euro im Vorjahr (Bedingungen 2009). Pferde, die einen der ersten vier Plätze der vier Vorbereitungsrennen (den Prix de Bretagne, den Prix du Bourbonnais, den Prix de Bourgogne und den Prix de Belgique) belegt haben, genießen dabei – abhängig von der individuellen Punktezahl – den Vorrang. Das Rennen 2009 war mit einer Million Euro dotiert, davon ging jeweils die Hälfte, aufgestockt um 50 Prozent der Einnahmen, an den Sieger.
Der Prix d’Amérique wird auf einer 2.700 Meter langen Strecke ausgetragen, was einer ganzen Runde und weiteren 725 Metern auf dem Großen Kurs von Vincennes entspricht.

## Sieger

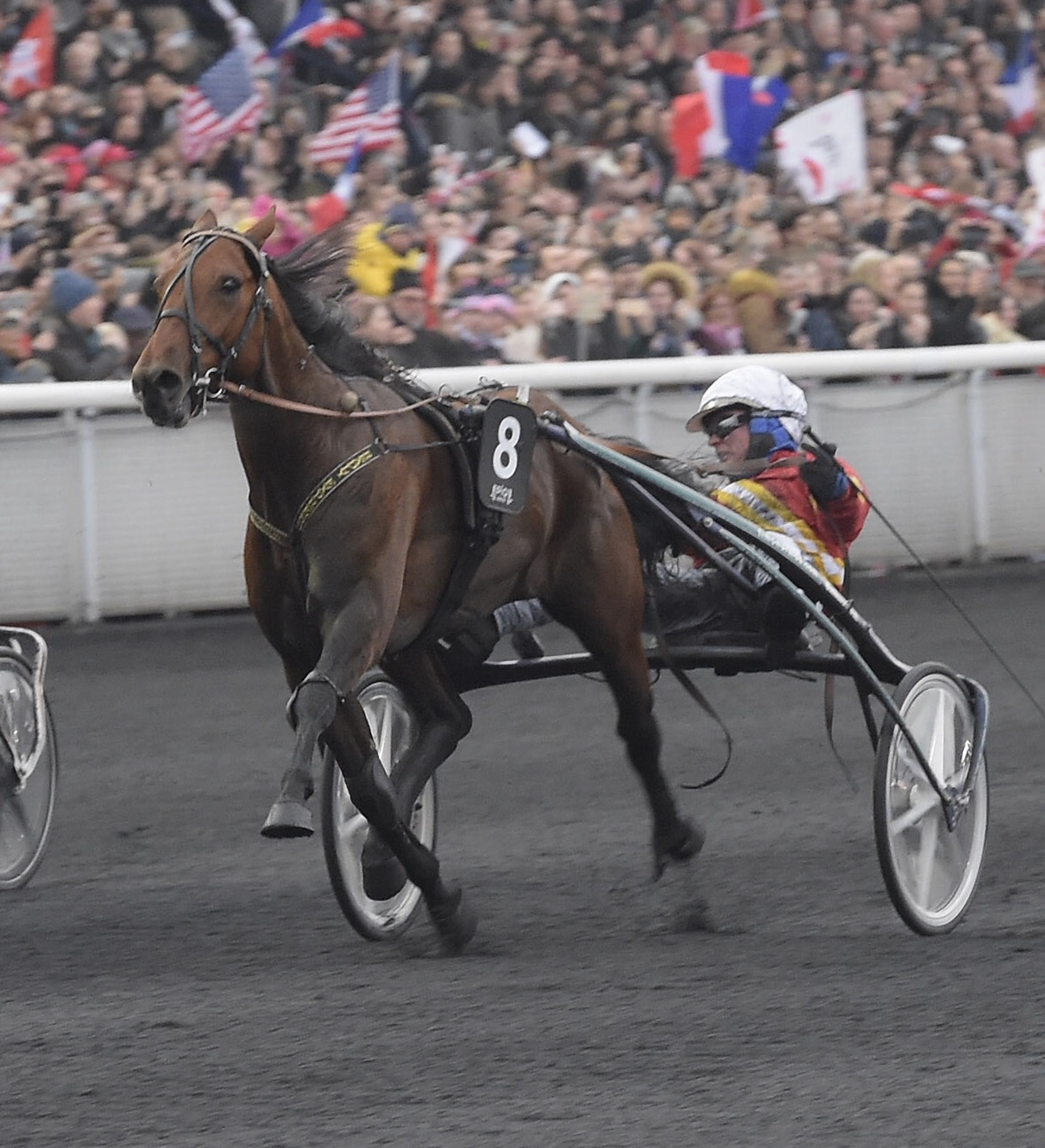
Sieder Readly Express 2019

- 2024 Idao de Tillard (Clément Duvaldestin) 1.11,6
- 2023 Hooker Berry (Jean-Michel Bazire) 1.11,7
- 2022 Davidson du Pont (Nicolas Bazire) 1.11,3
- 2021 Face Time Bourbon (Björn Goop) 1.10,8
- 2020 Face Time Bourbon (Björn Goop) 1.11,5
- 2019 Bélina Josselyn (Jean-Michel Bazire) 1.11,7
- 2018 Readly Express (Björn Goop) 1.11,2
- 2017 Bold Eagle (Franck Nivard) 1.11,2
- 2016 Bold Eagle (Franck Nivard) 1.11,4
- 2015 Up And Quick (Jean-Michel Bazire) 1.12,2
- 2014 Maharajah (Örjan Kihlström) 1.13,3
- 2013 Royal Dream (Jean Philippe Dubois) 1.11,9
- 2012 Ready Cash (Franck Nivard) 1.12,0
- 2011 Ready Cash (Franck Nivard) 1.12,1
- 2010 Oyonnax (Sebastien Ernault) 1.12,4
- 2009 Meaulnes du Corta (Franck Nivard) 1.12,5
- 2008 Offshore Dream (Pierre Levesque) 1.12,1
- 2007 Offshore Dream (Pierre Levesque) 1.12,0
- 2006 Gigant Neo (Dominik Locqueneux) 1.12,5
- 2005 Jag de Bellouet (Christophe Gallier) 1.12,6
- 2004 Kesaco Phedo (Jean-Michel Bazire) 1.12,3
- 2003 Abano As (Jos Verbeeck) 1.15,1
- 2002 Varenne (Giampaolo Minnucci) 1.12,9
- 2001 Varenne (Giampaolo Minnucci) 1.13,7
- 2000 Général du Pommeau (Jules Lepennetier) 1.12,4
- 1999 Moni Maker (Jean-Michel Bazire) 1.14,3
- 1998 Dryade des Bois (Jos Verbeeck) 1.14,3
- 1997 Abo Volo (Jos Verbeeck) 1.14,6
- 1996 Cocktail Jet  (Jean-Etienne Dubois) 1.15,5
- 1995 Ina Scot (Helen Johansson) 1.14,7
- 1994 Sea Cove (Jos Verbeeck) 1.15,0
- 1993 Queen L. (Stig H. Johansson) 1.15,8
- 1992 Verdict Gédé (Jean-Claude Hallais) 1.16,6
- 1991 Ténor de Baune (Jean-Baptiste Bossuet) 1.15,5
- 1990 Ourasi (Michel-Marcel Gougeon)
- 1989 Queila Gédé (Roger Baudron)

- 1988 Ourasi (Jean-René Gougeon)
- 1987 Ourasi (Jean-René Gougeon)
- 1986 Ourasi (Jean-René Gougeon)
- 1985 Lutin d’Isigny (Jean-Paul André)
- 1984 Lurabo (Michel-Marcel Gougeon)
- 1983 Idéal du Gazeau (Eugène Lefèvre)
- 1982 Hymour (Jean-Pierre Dubois)
- 1981 Idéal du Gazeau (Eugène Lefèvre)
- 1980 Eléazar (Léopold Verroken)
- 1979 High Echelon (Jean-Pierre Dubois)
- 1978 Grandpré (Pierre-Désiré Allaire)
- 1977 Bellino II (Jean-René Gougeon)
- 1976 Bellino II (Jean-René Gougeon)
- 1975 Bellino II (Jean-René Gougeon)
- 1974 Delmonica Hanover (Johannes Frömming)
- 1973 Dart Hanover (Berndt Lindtstedt)
- 1972 Tidalium Pélo (Jean Mary)
- 1971 Tidalium Pélo (Jean Mary)
- 1970 Toscan (Michel-Marcel Gougeon)
- 1969 Upsalin (Louis Sauvé)
- 1968 Roquépine (Jean-René Gougeon)
- 1967 Roquépine (Henri Lévesque)
- 1966 Roquépine (Jean-René Gougeon)
- 1965 Ozo (Johannes Frömming)
- 1964 Nike Hanover (Johannes Frömming)
- 1963 Ozo (Roger Massue)
- 1962 Newstar (Walter Baroncini)
- 1961 Masina (François Brohier)
- 1960 Hairos II (Willem Geersen)
- 1959 Jamin (Jean Riaud)
- 1958 Jamin (Jean Riaud)
- 1957 Gélinotte (Roger Céran-Maillard)
- 1956 Gélinotte (Roger Céran-Maillard)
- 1955 Fortunato II (Roger Céran-Maillard)
- 1954 Feu Follet X (M. Riaud)
- 1953 Permit (Walter Heitmann)
- 1952 Cancannière (Jonel Chryriacos)
- 1951 Mighty Ned (Alexandre Finn)
- 1950 Scotch Fez (Sören Nordin)
- 1949 Venutar (F. Réaud)
- 1948 Mighty Ned (V. Antonellini)
- 1947 Mistero (Romolo Ossani)
- 1946 Ovidius Naso (Roger Céran-Maillard)
- 1945 Ovidius Naso (Roger Céran-Maillard)
- 1944 Profane (A. Sourroubille)
- 1943 Nebuleuse V (R. Simonard)
- 1942 Neulisse (C. Domergue)
- 1941 Corsa annullata per gli eventi bellici
- 1940 Corsa annullata per gli eventi bellici
- 1939 De Sota (Alexandre Finn)
- 1938 De Sota (Alexandre Finn)
- 1937 Muscletone (Alexandre Finn)
- 1936 Javari (M. Perlbag)
- 1935 Muscletone (Alexandre Finn)
- 1934 Walter Dear (Charlie Mills)
- 1933 Amazone B (Th. Vanlandeghem)
- 1932 Hazleton (Otto Dieffenbacher)
- 1931 Hazleton (Otto Dieffenbacher)
- 1930 Amazone B (Th. Vanlandeghem)
- 1929 Templier (A. Butti)
- 1928 Uranie (V. Capovilla)
- 1927 Uranie (V. Capovilla)
- 1926 Uranie (V. Capovilla)
- 1925 vRe Mac Gregor (C. Dessauze)
- 1924 Passeport (Alexandre Finn)
- 1923 Passeport (P. Viel)
- 1922 Reynolds V (M. Gougeon)
- 1921 Pro Patria (Th. Monsieur)
- 1920 Pro Patria (Th. Monsieur)

## Belege
1. ↑  Die Weltmeisterschaft der Traber (französisch)